# 21829 Кейлакорнел
21829 Кейлакорнел (21829 Kaylacornale) — астероїд головного поясу, відкритий 2 жовтня 1999 року.
Тіссеранів параметр щодо Юпітера — 3,575.